# Província del Nord (Nova Caledònia)
La província del Nord és una de les tres en què és dividida administrativament Nova Caledònia amb 9.583 km² i 46.900 habitants, amb capital a Koné (4.600 h). Comprèn la part nord-oest de l'illa de Grande-Terre i les Illes Belep. Nova Caledònia fou dividida en subdivisions internes per primer cop amb l'estatut Fabius (llei 23 d'agost de 1985): les regions de Sud, Centre, Nord i les Illes. Foren substituïdes per l'estatut Pons II dut a terme el gener de 1988 en quatre regions: Sud, Oest, Est i Illes.
Però les províncies actuals, inclosa la Província del Nord, foren creades arran dels Acords de Matignon de 1988 per la llei número 88-1029 de 9 de novembre de 1988 sobre les disposicions legals i preparatòries per a l'autodeterminació de Nova Caledònia el 1998 (art. 6) i es mantenen després amb els Acord de Nouméa per la Llei orgànica número 99-209 sobre Nova Caledònia (Títol IV).

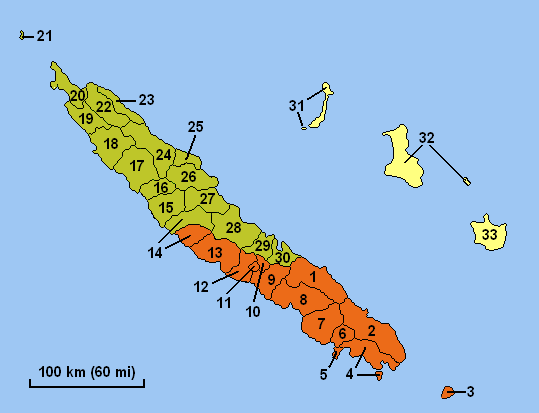
Mapa de les subdivisions administratives de Nova Caledònia. La província del Nord comprèn setze municipis (la numeració correspon a la seva situació al mapa)
14. Poya (part nord)
15. Pouembout
16. Koné
17. Voh
18. Kaala-Gomen
19. Koumac
20. Poum
21. Illes Belep
22. Ouégoa
23. Pouébo
24. Hienghène
25. Touho
26. Poindimié
27. Ponérihouen
28. Houaïlou
29. Kouaoua
30. Canala

## Demografia
Tot i que és més poblada que les Illes Loyauté, és la menys densa de les tres províncies. Amb 45.137 habitants (2009), reuneix el 18,38% (el 19,27% el 2004 i el 21,04% el 1996) de la població del territori en la meitat de la superfície. En 13 anys la població de la província ha crescut només un 8,99%, una mitjana de 0,69% per any. Això es deu a un creixement natural feble (entre 400 i 500 persones de 2004 a 2008, contra 530-700 el 2000-2004).
Els canacs són la gran majoria de la població i representava, en el cens de 1.996 (l'últim que ha inclòs una pregunta sobre l'origen ètnic de la població), el 77,9% de la població. Els descendents d'europeus presenten el 16,9%, i es concentren sobretot en els municipis de Koumac i Pouembout a la costa oest, i constitueixen una part significativa (entre una cinquena i una quarta part) de la població d'altres municipis la costa oest o al nord (Koné, Voh, Kaala-Gomen, Poum, Ouégoa). Les altres comunitats, especialment wallisians i futunians, són pràcticament inexistents.
La població de la província del nord és més jove que la del Sud i és gairebé al mateix nivell que el de les Illes Loyauté i altres illes del Pacífic, l'edat mitjana és de 28 anys (27,5 a les Illes Loyauté, 31 anys al Sud, 28 a la Polinèsia Francesa i 24 a Wallis i Futuna). La seva piràmide d'edat, encara que tendeix a expandir-se a les edats de 30-60 anys. 40,6% de la població a menys de 20 anys. El 40,6% de la població és menor de 20 anys.

## Política
La seu de l'Assemblea provincial és a Koné. De 1989 a 1999 era formada per 15 diputats, que posteriorment augmentaren a 22, i és escollit cada 5 anys. Feu tradicional del FLNKS, està marcat per la rivalitat entre les dues fraccions, Palika i Unió Caledoniana.
Assemblea actual (2009 - 2014)
- President: Paul Néaoutyine (FLNKS - UNI - Palika, alcalde de Poindimié des de 1989)
- 1r vicepresident: Gilbert Tyuienon (FLNKS - Unió Caledoniana, alcalde de Canala des de 2001)
- 2n vice-président: Jean-Pierre Djaïwé (FLNKS - UNI - Palika)
- 3r vicepresident: Cézelin Tchoeaoua (FLNKS - UC, alcalde de Ouégoa fins al 2008)
- Membres per formació política:

- UNI - FLNKS: 9 escons:
  - Palika: 8 escons, 7 després de la marxa de Déwé Gorodey al govern de Nova Caledònia el 5 de juny de 2009.
  - UPM: 1 élu.
  - RDO: 1 escó substituint Déwé Gorodey.

- FLNKS - Unió Caledoniana: 8 escons.
- Partit Laborista: 3 escons.
- Reagrupament-UMP: 1 escó.
- Calédonie ensemble: 1 escó.

Segona legislatura (2004 - 2009)
- Président: Paul Néaoutyine (FLNKS - UNI - Palika, alcalde de Poindimié des de 1989)
- 1r vicepresident: Jean-Pierre Djaïwé (FLNKS - UNI - Palika, president del grup UNI-FLNKS al Congrés de Nova Caledònia)
- 2n vicepresident: Victor Tutugoro (FLNKS - UNI - UPM, portaveu de l'oficina del FLNKS)
- 3r vicepresident: Daniel Poigoune (FLNKS - UNI - Palika)
- Membres per formació política:

- UNI - FLNKS: 11 escons:
  - Palika: 9 escons.
  - RDO: 1 escó.
  - UPM: 1 escó.

- FLNKS - Unió Caledoniana: 7 escons.
- Reagrupament-UMP: 3 escons.
- Avenir ensemble: 1 escó.

Primera legislatura (1999-2004)
- President: Paul Néaoutyine (FLNKS - UNI - Palika, alcalde de Poindimié des de 1989)
- 1r vicepresident: Jean-Pierre Djaïwé (FLNKS - UNI - Palika)
- 2n vicepresident: Cézelin Tchoeaoua (FLNKS - UC, alcalde d'Ouégoa)
- 3r vicepresident: Daniel Poigoune (FLNKS - UNI - Palika, alcalde de Touho)
- Membres per formació política:

- FLNKS - UNI - Palika (independentistes): 8 escons
- FLNKS - UC (independentistes): 6 escons
- FCCI (independentistes): 4 escons
- RPCR (anti-independentistes): 4 escons

Presidents de l'Assemblea de la Província Nord
- 1989 - 1999: Léopold Jorédié (FLNKS - UC després FCCI a partir de 1998)
- Des de 1999: Paul Néaoutyine (FLNKS - UNI - Palika)